# 乔瓦尼·德普拉
乔瓦尼·德普拉（義大利語：Giovanni De Prà，1900年6月28日—1979年6月15日），意大利男子足球运动员。他曾代表意大利参加1924年和1928年夏季奥林匹克运动会足球比赛，其中1928年奥运会获得一枚铜牌。